# Елена Троянская (фильм, 1956)
«Елена Троянская» — совместный американо-итальянский художественный фильм снятый режиссёром Робертом Уайзом в 1956 году по мотивам поэмы Гомера «Илиада». Фильм повествует о жизни Елены Прекрасной.
Премьера фильма состоялась 26 января 1956 года.

## Сюжет
Фильм рассказывает историю Троянской войны на рубеже XIII—XII веков до н. э., хотя и с некоторыми существенными изменениями в сюжетной линии «Илиады».
Богатая Троя управляется мудрым правителем Приамом. Его сын Парис отправляется в экспедицию в Спарту, чтобы обеспечить заключение мирного договора между двумя могущественными городами-государствами. Во время плаванья его корабль в шторме погибает. Чудом выживший Парис оказывается на берегу Спарты. Там он встречает прекрасную Елену, жену короля Менелая. Юноша влюбляется в неё, и они вместе бегут в Трою. Преданный муж решает отомстить. Он собирает свою армию и начинает Троянскую войну …

## В ролях
- Россана Подеста — Елена Троянская
- Жак Сернас — Парис
- Седрик Хардвик — Приам
- Стэнли Бейкер — Ахилл
- Ниалл МакГиннис (на англ. Niall MacGinnis) — Менелай
- Роберт Дуглас — Агамемнон
- Нора Суинбёрн — Гекуба
- Торин Тэтчер — Одиссей
- Рональд Льюис — Эней
- Гарри Эндрюс — Гектор
- Брижит Бардо — Андрасте
- Марк Лоуренс — Диомед
- Максвелл Рид — Аякс Великий
- Роберт Браун — Полидор (сын Приама)
- Патриция Мармон — Андромаха
- Гвидо Нотари — Нестор
- Тонио Селварт — Алефос
- Теренс Лонгдон — Патрокл
- Джанетт Скотт — Кассандра
- Джордж Зорич — певец
- Эсмонд Найт — первосвященник
- Эдуардо Чианнелли —  Андрос